# بول بيرسدورف
بول كارل بيرسدورف (بالألمانية: Paul Beiersdorf)‏ (26 مارس 1836 - 17 ديسمبر 1896) كان صيدلياً ألمانياً ومؤسسًا لشركة بايرسدورف.

## حياته
في عام 1880 أسس شركة بايرسدورف ، وهي شركة صيدلانية في هامبورغ حيث كان لديه علاقات عمل وثيقة مع طبيب الأمراض الجلدية بول غيرسون أونا.